# Ahmed II
Ahmet II (25 februari 1643 — Edirne, 6 februari 1695) was de 21e Sultan van het Osmaanse Rijk en volgde in 1691 zijn broer Süleyman II op.
Al een paar weken na zijn troonsbestijging leed het Ottomaanse rijk een verpletterende nederlaag tegen de Oostenrijkers in de Slag bij Slankamen waarna de Ottomanen uit Hongarije verdreven werden. De vier jaar van zijn regering werden gekenmerkt door ramp na ramp.
Na zijn dood werd hij opgevolgd door zijn neef Mustafa II.